# Faro della Vittoria
Faro della Vittoria (Siegesleuchtturm) ist der Leuchtturm der norditalienischen Hafenstadt Triest.

## Lage und Daten
Der Leuchtturm befindet sich an der Küste des Golfes von Triest auf einer Anhöhe des Triestiner Stadtteiles Gretta. Die Gesamthöhe des Turmes beträgt 68,85 Meter.
Das Leuchtfeuer liegt in ungefähr 115 Meter Höhe über dem Meeresspiegel mit einer Umdrehungszeit von 45 Sekunden und einer Reichweite von 22 Seemeilen.

## Funktion
Der Leuchtturm dient als Navigationshilfe in der Schifffahrt und ist gleichzeitig ein Denkmal für die im Ersten Weltkrieg gefallenen Marinesoldaten. Auf dem Turm ist die folgende Inschrift zu finden: SPLENDI E RICORDA I CADUTI SUL MARE MCMXV – MCMXVIII (Leuchte und Gedenke den Gefallenen zur See 1915 – 1918).

## Bauwerk
Der Leuchtturm besteht aus einem breiten Sockel, der auf der ehemaligen österreichischen Festung Kressich erbaut wurde. Das Fundament basiert auf Steinblöcken aus Istrien und dem Karst.
Den Abschluss des Leuchtturmes bildet eine Bronzekuppel, auf der sich die 700 kg schwere Bronzefigur Statua della Vittoria befindet. Die Statue ist ein Werk des Bildhauers Giovanni Mayer.
Unter der Statue des Marinesoldaten an der Vorderseite befindet sich der Anker des Zerstörers Audace, der am 3. November 1918 im Triestiner Hafen einlief und die ersten italienischen Truppen in Triest an Land brachte. Der Anker war ein Geschenk von Admiral Paolo Thaon di Revel an die Stadt Triest.

## Geschichte
Bereits 1918 plante die Stadt Triest auf der Anhöhe von Gretta an der Stelle der ehemaligen Festung Kressich einen Leuchtturm zu errichten. Das Projekt wurde dem Triestiner Architekten Arduino Berlam (1880–1946) übertragen, der im Februar 1923 mit den Bauarbeiten begann. Am 24. Mai 1927 wurde der Leuchtturm in Anwesenheit von König Viktor Emanuel III. eingeweiht und übernahm ab diesem Zeitpunkt die Funktion des ehemaligen Leuchtturmes Lanterna, der sich auf der gegenüberliegenden Seite des Golfes von Triest im Porto Vecchio befindet. Seit 1986 ist der Leuchtturm für Besucher geöffnet.